# Igor Flego
Igor Flego, né le 13 décembre 1961 à Rijeka en Yougoslavie, est un ancien joueur de tennis professionnel yougoslave, aujourd'hui croate.

## Carrière
En 1986, avec l'équipe de Yougoslavie de Coupe Davis, il joue en quart de finale du groupe mondial contre la Tchécoslovaquie à Sarajevo. Il perd le double avec Slobodan Zivojinovic et un simple sans enjeu contre Miloslav Mečíř. En 1987, il participe au premier tour contre l'Australie à Adélaïde et perd également le double.
Il a été quart de finaliste en double sur le circuit ATP à Toulouse en 1983 et 1986, Hilversum en 1984, Genève en 1988 et Florence en 1989. Il a aussi passé un tour à l'Open d'Australie 1989. En simple, il a été huitième de finaliste à Genève en 1988.
Il a remporté trois tournois Challenger en 1988, à Tampere et Travemünde avec Mark Koevermans et à Munich avec Goran Ivanišević.
En 2012, il rejoue trois tournois en double sur le circuit ITF Future en Croatie.
Il s'est reconverti dans le coaching aux Pays-Bas.

## Parcours dans les tournois duGrand Chelem

### En double
| Année | Open d'Australie         | Open d'Australie          | Internationaux de France | Internationaux de France | Wimbledon | Wimbledon | US Open | US Open |
| ----- | ------------------------ | ------------------------- | ------------------------ | ------------------------ | --------- | --------- | ------- | ------- |
| 1989  | 2e tour (1/16) A. Moreno | G. Muller C. van Rensburg | —                        | —                        | —         | —         | —       | —       |

N.B. : le nom du ou de la partenaire se trouve sous le résultat ; le nom des ultimes adversaires se trouve à droite.